# Захаров, Николай Яковлевич
Николай Яковлевич Захаров (1927, Проскурино, Тульская губерния — 3 августа 2013, Пионерский, Калининградская область) — советский передовик рыбной отрасли, капитан среднего рыболовно-рефрижераторного траулера «Охотск» Пионерской базы океанического рыболовного флота (Калининградская область), Герой Социалистического Труда (1966).

## Биография
Родился 14 сентября 1927 года в селе Проскурино (ныне — в Щёкинском районе Тульской области) в русской крестьянской семье.
С 1944 года был призван в ряды Военно-морского флота СССР, служил рулевым-сигнальщиком на военном корабле в составе Северного флота.
В 1951 году был демобилизован из рядов Военно-морского флота. С 1952 года переехал в город Пионерский, Калининградской области и после окончания курсов судоводителей начал работать в Управлении тралового флота Главного управления рыбной промышленности Западного бассейна «Запрыба». С 1957 года после окончании курсов повышения квалификации был назначен капитаном средних рыболовных траулеров типа «Охотник». Н. Я. Захаров был одним из первых кого направили на промысел морского окуня в Северо-Западную Атлантику. Под его руководством экипажем траулера «Охотск» за три года было поднято около 60,5 тысяч центнеров рыбы, превысив плановые показатели в полтора раза. В 1958 году за трудовые достижения был награждён Медалью «За трудовое отличие».
13 апреля 1963 года Указом Президиума Верховного Совета СССР «за высокие достижения в труде и перевыполнение плановых показателей» Николай Яковлевич Захаров был награждён Орденом Трудового Красного Знамени.
7 июля 1966 года Указом Президиума Верховного Совета СССР «за выдающиеся успехи, достигнутые в выполнении заданий семилетнего плана по добыче рыбы и производству рыбной продукции» Николай Яковлевич Захаров был удостоен звания Героя Социалистического Труда с вручением Ордена Ленина и золотой медали «Серп и Молот»
В последующие годы, до выхода на заслуженный отдых в 1989 году, Н. Я. Захаров был капитаном морского траулера «Александр Тхоржевский».
После выхода на пенсию жил в городе Пионерский Калининградской области.
Скончался 3 августа 2013 года, похоронен на кладбище в поселке Грачёвка Зеленоградского района Калининградской области.

## Награды
- Медаль «Серп и Молот» (07.07.1966)
- Орден Ленина (07.07.1966)
- Орден Трудового Красного Знамени (13.04.1963)
- Медаль «За трудовое отличие» (31.05.1958)